# Серія A (хокей)
Серія A (хокей) (італ. Campionato italiano di hockey su ghiaccio) — щорічні хокейні змагання в Італії, які проводяться з 1925 року під егідою FISG. У чемпіонаті беруть участь шість або сім клубів.

## Історія
Перший хокейний матч відбувся 19 січня 1908 року. У 1924 у Мілані збудовано першу льодову арену і вже наступного року відбувся перший чемпіонат Італії з хокею, чемпіоном став клуб ХК «Мілан».
У 30-х роках домінують міланські клуби, серед них «Дияволи Россонері Мілан», а у 1930 в чемпіонаті вперше беруть участь сім клубів. У 1932 перемогу в чемпіонаті здобуває команда з Кортіни перервавши гегемонію міланських клубів. «Дияволи Россонері Мілан» окрім чемпіонських нагород в Італії здобувають двічі Кубок Шпенглера в 1934 та 1935.
У чемпіонаті 1941 дебютує команда з Турину «Ювентус», правда виступає вона в чемпіонаті лише до 1945 року.
У 40-50-ті роки в чемпіонаті знову домінують міланські клуби, з 1957 лідерство захоплює команда «Кортіна-д'Ампеццо», яка до 1975 року здобула 14 вищих нагород (скудетто).
У 80-90-х два клуби почергово займають першу сходинку чемпіонату «Больцано» та «Валь-Гардена». Також у чемпіонаті відроджуються міланські клуби, зокрема «Мілан Сайма» та «Девілз» в складі яких грають такі відомі гравці як Яромир Ягр та Ярі Куррі. Дев'яності назвали згодом «золотим віком італійського хокею».
Наприкінці дев'яностих поступово зникають міланські клуби, але в Мілані з'явився новий клуб «Мілан Вайперз», який проіснував до 2008 року.
У 2000-х стабілізується склад Серії А, а «Азіаго», «Кортіна» та «Больцано» домінують в чемпіонаті.
З сезону 2016—17 італійські клуби виступають в Альпійській хокейній лізі.

## Формат
Чемпіонат складається з трьох етапів. На першому в регулярному сезоні виявлять клуби, які на другому етапі в двох групах виявляють клуби, що в плей-оф розігрують звання чемпіона.
Цей формат змінився з сезону 2013/14, відтепер це два етапи: регулярний сезон та плей-оф.

## Чемпіони Серії А
- 1925 — ХК «Мілан»
- 1926 — ХК «Мілан»
- 1927 — ХК «Мілан»
- 1928 — Чемпіонат не відбувся
- 1929 — Чемпіонат не відбувся
- 1930 — ХК «Мілан»
- 1931 — ХК «Мілан»
- 1932 — СГ «Кортіна»
- 1933 — ХК «Мілан»
- 1934 — ХК «Мілан»
- 1935 — Дияволи Россонері Мілан
- 1936 — Дияволи Россонері Мілан
- 1937 — АДГ «Мілан»
- 1938 — АС Міланезе ДГ ¹
- 1939 — Чемпіонат не відбувся
- 1940 — Чемпіонат не відбувся
- 1941 — АС Міланезе ДГ ¹
- 1942 — Чемпіонат не відбувся
- 1943 — Чемпіонат не відбувся
- 1944 — Чемпіонат не відбувся
- 1945 — Чемпіонат не відбувся
- 1946 — Чемпіонат не відбувся
- 1947 — ХК «Мілан»
- 1948 — ХК «Мілан»
- 1949 — Дияволи Россонері Мілан
- 1950 — ХК «Мілан»
- 1951 — ХК «Мілан Інтер»
- 1952 — ХК «Мілан Інтер»
- 1953 — Дияволи Россонері Мілан
- 1954 — ХК «Мілан Інтер»
- 1955 — ХК «Мілан Інтер»
- 1956 — Чемпіонат не відбувся
- 1957 — СГ «Кортіна»
- 1958 — Мілан-Інтер ¹
- 1959 — СГ «Кортіна»
- 1960 — «Дияволи» ¹
- 1961 — СГ «Кортіна»
- 1962 — СГ «Кортіна»
- 1963 — «Больцано»
- 1964 — СГ «Кортіна»
- 1965 — СГ «Кортіна»
- 1966 — СГ «Кортіна»
- 1967 — СГ «Кортіна»
- 1968 — СГ «Кортіна»
- 1969 — «Валь-Гардена»
- 1970 — СГ «Кортіна»
- 1971 — СГ «Кортіна»
- 1972 — СГ «Кортіна»
- 1973 — «Больцано»
- 1974 — СГ «Кортіна»
- 1975 — СГ «Кортіна»
- 1976 — «Валь-Гардена»
- 1977 — «Больцано»
- 1978 — «Больцано»
- 1979 — «Больцано»
- 1980 — «Валь-Гардена»
- 1981 — «Валь-Гардена»
- 1982 — «Больцано»
- 1983 — «Больцано»
- 1984 — «Больцано»
- 1985 — «Больцано»
- 1986 — «Мерано»
- 1987 — «Варезе»
- 1988 — «Больцано»
- 1989 — «Варезе»
- 1990 — «Больцано»
- 1991 — Мілан Сайма
- 1992 — «Девілз»
- 1993 — «Девілз»
- 1994 — АС «Мілан» ²
- 1995 — «Больцано»
- 1996 — «Больцано»
- 1997 — «Больцано»
- 1998 — «Больцано»
- 1999 — «Мерано»
- 2000 — «Больцано»
- 2001 — «Азіаго»
- 2002 — Мілан Вайперз
- 2003 — Мілан Вайперз
- 2004 — Мілан Вайперз
- 2005 — Мілан Вайперз
- 2006 — Мілан Вайперз
- 2007 — СГ «Кортіна»
- 2008 — «Больцано»
- 2009 — «Больцано»
- 2010 — «Азіаго»
- 2011 — «Азіаго»
- 2012 — «Больцано»
- 2013 — «Азіаго»
- 2014 —  «Ріттен Спорт»
- 2015 — «Азіаго»
- 2016 — «Ріттен Спорт»
- 2017 — «Ріттен Спорт»
- 2018 — «Ріттен Спорт»
- 2019 — «Ріттен Спорт»
- 2020 — «Азіаго»
- 2021 — «Азіаго»
- 2022 — «Азіаго»
- 2023 — «Кортіна-д'Ампеццо»
- 2024 — «Ріттен Спорт»
- 2025 — «Кортіна-д'Ампеццо»

¹ АС Міланезе ДГ, Мілан-Інтер та «Дияволи» стали наступниками клубів ХК «Мілан» та «Дияволи Россонері Мілан».

² «Девілз» в сезоні 1993/94 виступав під назвою АС «Мілан».